# قرموط الكلاريس
قرموط الكلاريس (بالإنجليزية: Walking catfish)‏ و(باللاتينية: Clarias batrachus) ، ينتمي لعائلة en:Clariidae ، تسميته بالإنجليزية ترجع انه يمكنه السير في الأرض الجافة .